# 葡萄酒的貯藏

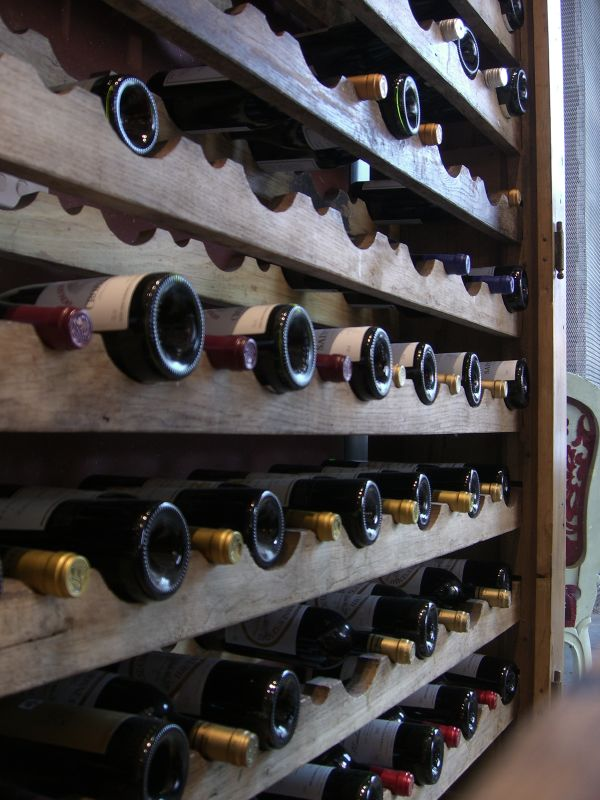
放在葡萄酒架上的葡萄酒

葡萄酒的貯藏對葡萄酒的品質及陳化有著重要影響。不同於普通的酒，一瓶有陳化潛力的葡萄酒可能會貯藏很長時間。貯藏時最緊要的三個元素是周圍環境的光線、濕度和溫度。最早只有販酒商人才會貯藏葡萄酒，但後來一些有實力的顧客也開始在自己的酒窖中貯藏葡萄酒。

## 環境因素

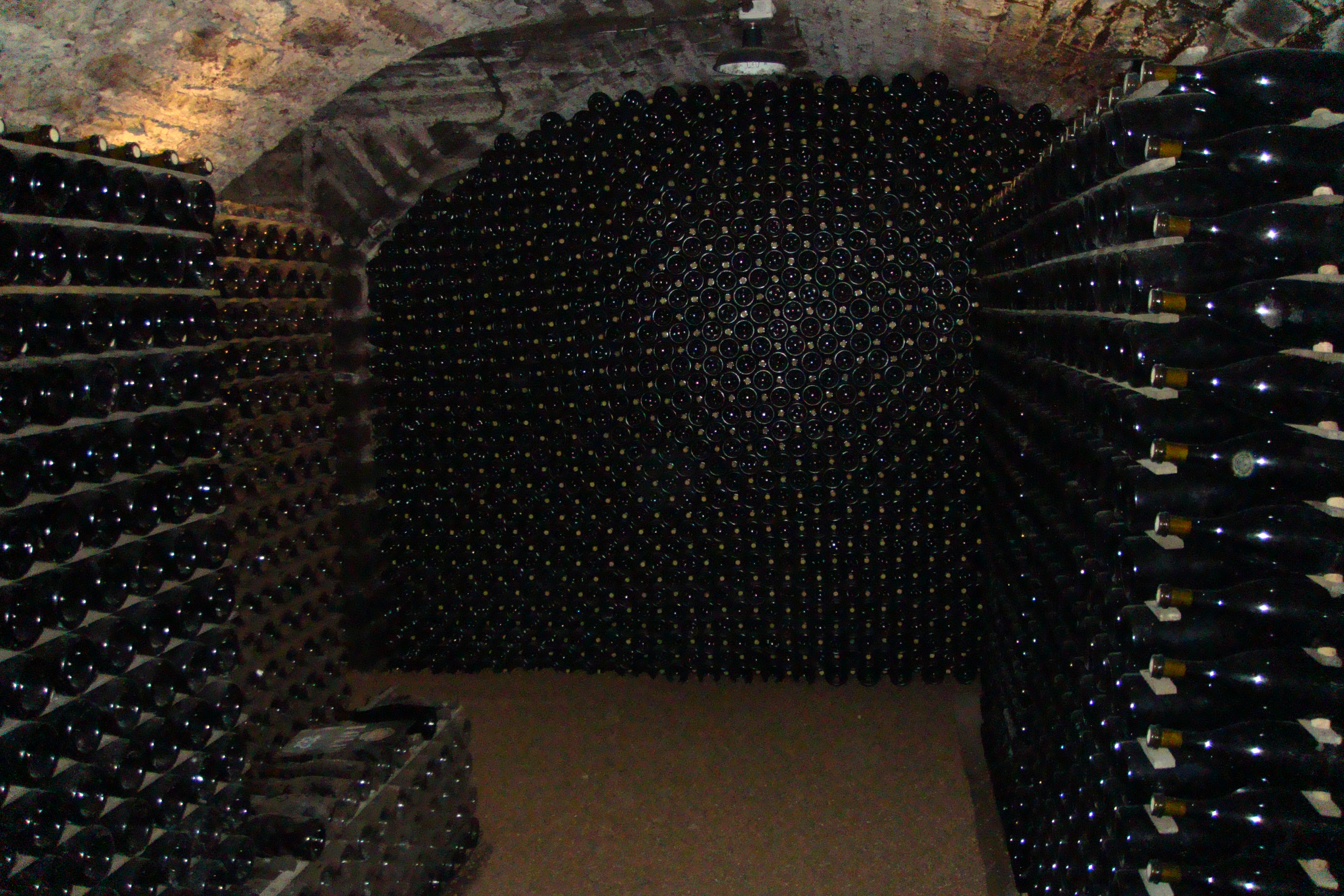
地下的酒窖可以使葡萄酒處在適當的溫度、濕度和光線條件下

### 光線
強烈的陽光直射或白熾燈光可能會使葡萄酒中的酚類化合物發生反應，導致葡萄酒酒質受損。酒體輕的白葡萄酒相對其他葡萄酒更易受損，因此會採用深色酒瓶來為其提供一些保護，相對透明的酒瓶中酒在貯藏需要特別關照。 例如路易侯德的香檳酒莊會使用玻璃紙保護其水晶香檳不受光線的損害。酒窖中也會用瓦楞紙箱和木包裝箱來保護葡萄酒。

### 濕度
濕度會影響葡萄酒軟木塞的乾燥度，木塞在外的部分也會因暴漏在空氣中而逐漸乾燥收縮，以至於使空氣進入葡萄酒瓶中，導致葡萄酒酒質受損。濕度過大則會使葡萄酒標籤受損。英國葡萄酒大師詹西斯·羅賓森認為75%的濕度是最佳的，但實際上在這一方面并沒有正式研究成果。這也是爲什麽葡萄酒最好不要貯藏在電冰箱中的緣故，其中濕度過低。
不過也有反對這個觀點的聲音，在《葡萄酒觀察家》雜誌上，馬特·克雷默（Matt Kramer）援引一份法國研究，聲稱葡萄酒瓶塞完全不會受與瓶的內的濕度的影響。

### 溫度

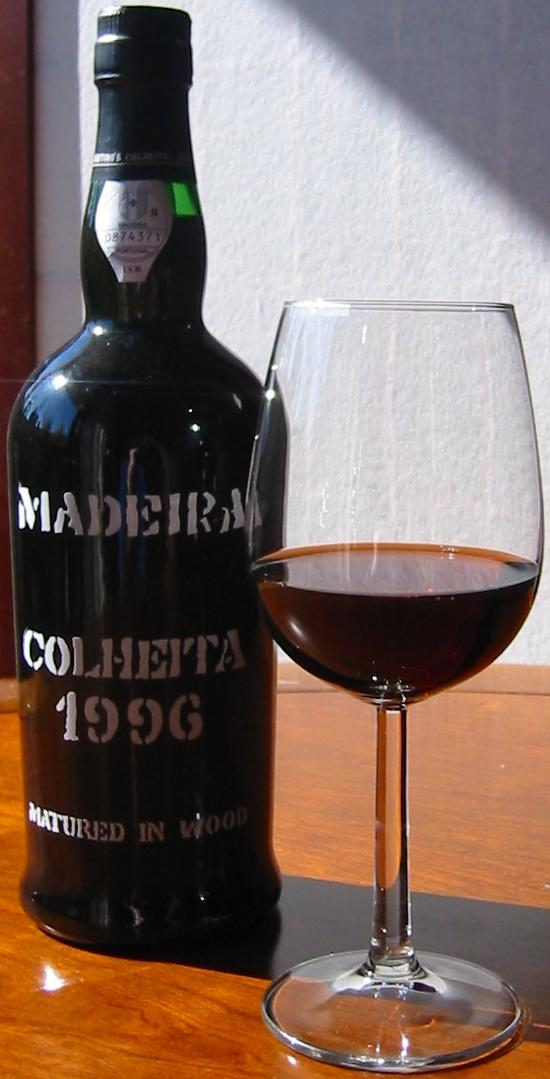
馬德拉酒在釀製過程中經受過高溫，因此比其他葡萄酒更耐高溫

葡萄酒的質量易受到溫度的影響，長時期暴漏在較高溫度下的葡萄酒酒質就會受損，然而這也視酒而定。過冷則會使瓶塞的穩固出現問題。急劇的溫度變化也會對酒的品質產生影響。一般認為10至15℃是其最佳範圍。凱倫·麥克尼爾認為 55℉（13℃）是一個理想環境，不過即使升溫到69℉（20℃），也不會造成長期的負面影響。加州大學戴維斯分校的Cornelius Ough教授相信即使短暫暴漏在120℉（49℃）高溫下，也不會對葡萄酒造成損害。
通常在相對較冷的環境中葡萄酒會得到較好的陳化，溫度越低，其陳化速度也越慢。平均來說，葡萄酒中的化學反應速率每8℃（18℉）就會翻一倍。

### 震動
儘管人們一直相信震動會加速葡萄酒的陳化，但實際上並沒有足夠的科學數據支持這一理論。曾有一項研究表明震動對不同的葡萄酒影響不同，而且有些酒的品質甚至會變壞。

## 酒瓶的擺放方向
很多葡萄酒架都設計有可令葡萄酒擺放到一個特定位置的功能。1990年代末期的一項研究認為擺放葡萄酒的理想方向是微微傾斜而不是水平，這樣可以保證軟木塞與葡萄酒接觸，從而保證其濕度，同時也影響到酒瓶中的間隙。香檳和其他氣泡酒在斜放時都會陳化得更好。法國香檳酒行業委員會在進行過進一步研究後也支持這個觀點。

## 代替酒瓶蓋
使用了代替用酒瓶蓋和瓶塞的葡萄酒對環境的要求比使用軟木塞的葡萄酒要簡單，因為這些瓶蓋和瓶塞對濕度的反應並不那麼顯著。